# Ґавронець (Радзейовський повіт)
Ґавронець (пол. Gawroniec) — село в Польщі, у гміні Топулька Радзейовського повіту Куявсько-Поморського воєводства.
У 1975-1998 роках село належало до Влоцлавського воєводства.